# 932
سنة 932 م كانت سنة كبيسة تبدأ يوم الأحد (الرابط يظهر نموذج التقويم الكامل للسنة) من التقويم اليولياني.

## مواليد
- أبو فراس الحمداني
- مسكويه
- عبد الكريم الطائع لله

## وفيات
- إسحاق بن سليمان الإسرائيلي
- الدولابي مؤرخ من حفاظ الحديث، من أهل الري
- جعفر المقتدر بالله
- قزمان الثالث (بابا الإسكندرية)
- محمد بن مسعود العياشي